# Айриян, Микаел Грантович
Микаел Грантович Айриян (арм. Միքայել Հրանտի Հայրիյան; род. 10 июля 1980, Степанакерт) — государственный деятель непризнанной Нагорно-Карабахской Республики (НКР), министр здравоохранения НКР (2020—2022), подполковник Армии обороны НКР.

## Биография
Родился 10 июля 1980 года в Степанакерте, Нагорно-Карабахская АО, Азербайджанская ССР, СССР. Отец — Грант Тавадович Айриян, депутат Верховного совета НКР I созыва.
В 1997—2003 годах обучался на военно-медицинском факультете Ереванского государственного медицинского университета (ЕГМУ). В 2003—2004 годах проходил интернатуру в Центральном военном госпитале имени Мурацана в Ереване. В 2004—2006 годах служил в Армии обороны НКР в качестве врача. В 2006—2008 годах проходил клиническую ординатуру в ЕГМУ по специальности оториноларинголог.
В 2008—2009 годах служил в Армии обороны НКР врачом-статистиком в военно-медицинском отделении. В 2009—2011 годах работал оториноларингологом в Степанакертском центральном военном госпитале. В 2011—2020 годах являлся начальником отделения оториноларингологии там же. В качестве врача принимал участие в Четырёхдневной войне 2016 года и Второй карабахской войне 2020 года.
22 декабря 2020 года президент НКР Араик Арутюнян назначил Айрияна министром здравоохранения НКР вместо снятого с этой должности Арарата Оганджаняна. 23 ноября 2022 года Арутюнян снял Айрияна с должности. Его обязанности временно исполнял его заместитель Арарат Оганджанян, а 21 декабря вместо него был назначен Самвел Аветисян.
Айриян состоит в браке, имеет трое детей. Беспартийный.
Имел звание подполковника медицинской службы в составе Армии обороны НКР.

## Награды
- Медаль «За боевые заслуги» от Армии обороны НКР (ноябрь 2020)[5].
- Медаль «За укрепление сотрудничества» от Министерства внутренних дел НКР (июль 2021)[6]